# دیوید برین دیویس
دیوید بریِن دیویس David Brion Davis (زادهٔ ۲۶ بهمن، ۱۳۰۵دنور، کلرادو ـ درگذشتهٔ ۲۵ فروردین ۱۳۹۸ گیلفورد،کنتیکت) مورخ نامدار آمریکایی که در آثارش تاریخ برده‌داری را به‌طور دقیق و جدّی مورد بررسی و پژوهش قرار داد.
در سال ۲۰۱۴ دیویس مدال ملی انسانیت را برای «روشن کردن تناقض یک کشور آزاد که توسط نیروی کار اجباری ساخته شده» از باراک اوباما، رئیس‌جمهور وقت آمریکا، دریافت کرد.